# Боровчанин
Боровчанин је српско презиме, настало од демонима Боровац. Традиционално се налази у Босни и Херцеговини. Може се односити на следеће особе:
- Ненад Боровчанин (1979), српски политичар и бивши боксер и европски шампион
- Драго Боровчанин, југословенски политички историчар
- Зоја Боровчанин, чланица алтернативне рок групе Лира Вега
- Владимир "Шенто" Боровчанин, члан поп-рок групе Јутро
- Исидора Боровчанин, модел, Мис света 2014
- Ведран Боровчанин, босанскохерцеговачки кошаркаш
- Снежана Боровчанин, скијашица
- Љубомир Боровчанин, генерал полиције Републике Српске и командант полицијских специјалних снага